# Phymasterna lacteoguttata
Phymasterna lacteoguttata là một loài bọ cánh cứng trong họ Cerambycidae.